# Ciclul solar 12

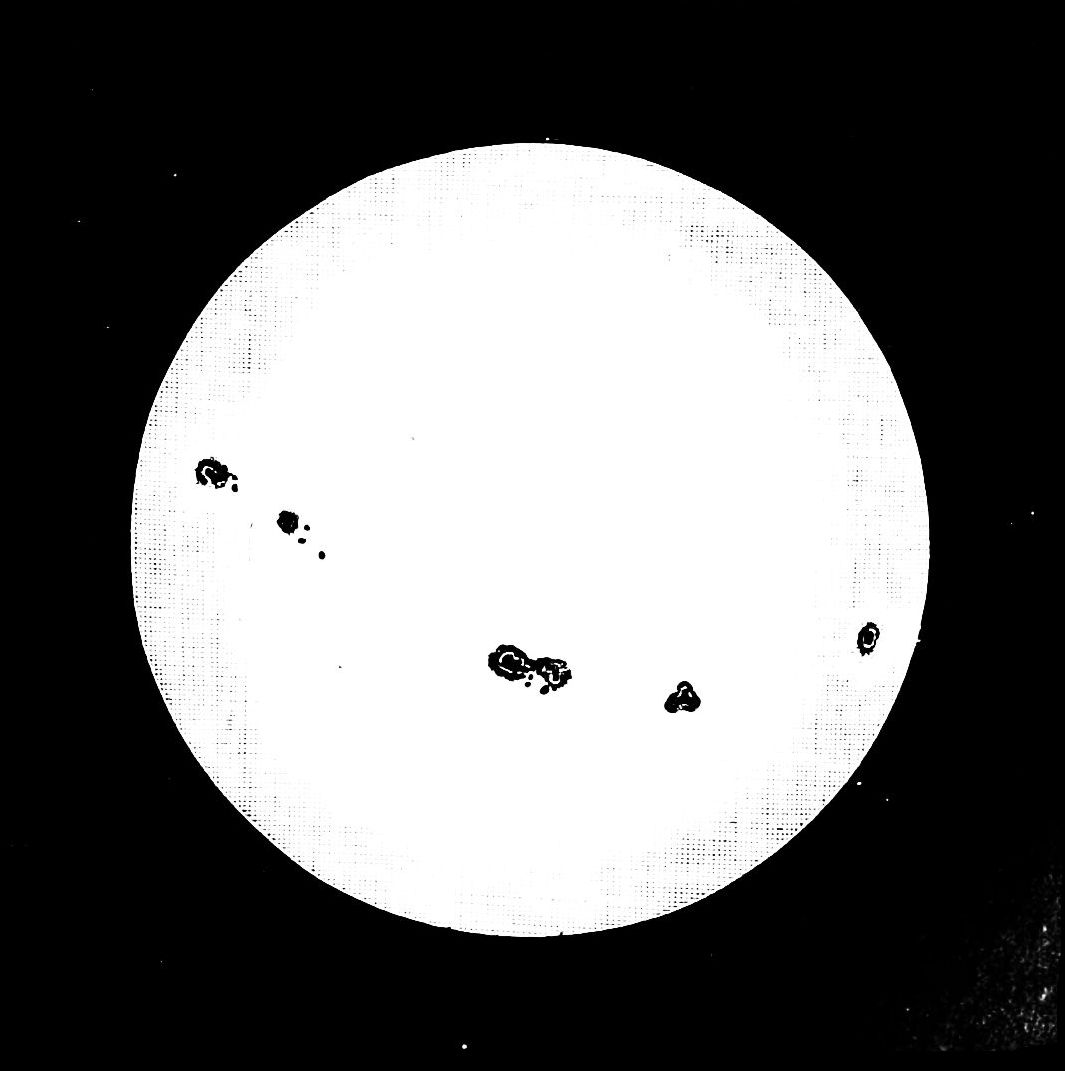
Petele solare înregistrate în timpul ciclului solar 12 (1 septembrie 1883)

Ciclul solar 12 a fost cel de-al doisprezecelea ciclu solar din 1755, când a început înregistrarea extensivă a activității petelor solare. Ciclul solar a durat 11,3 ani, începând în decembrie 1878 și terminând în martie 1890. Numărul maxim netezit de pete solare observat în timpul ciclului solar a fost de 124,4 (decembrie 1883), iar minimul de început a fost de 3,7.În timpul tranzitului minim de la ciclul solar 12 la 13, au existat un total de 736 de zile fără pete solare.

## 1882
O auroră foarte strălucitoare de culoare roșu-sângeriu a avut loc deasupra New York-ului pe 16 aprilie 1882, în timp ce au avut loc perturbări semnificative ale comunicațiilor. O furtună geomagnetică, mai târziu, în același an, a produs aurora din 17 noiembrie 1882.